# Rio Iskar
Ìskar (em búlgaro:  Искър; latim: Oescus) é um rio da Bulgária, afluente do rio Danúbio, e que banha a capital do país, Sófia. The most significant right tributaries from south to north are the Lesnovska River (65 km),

## Galeria

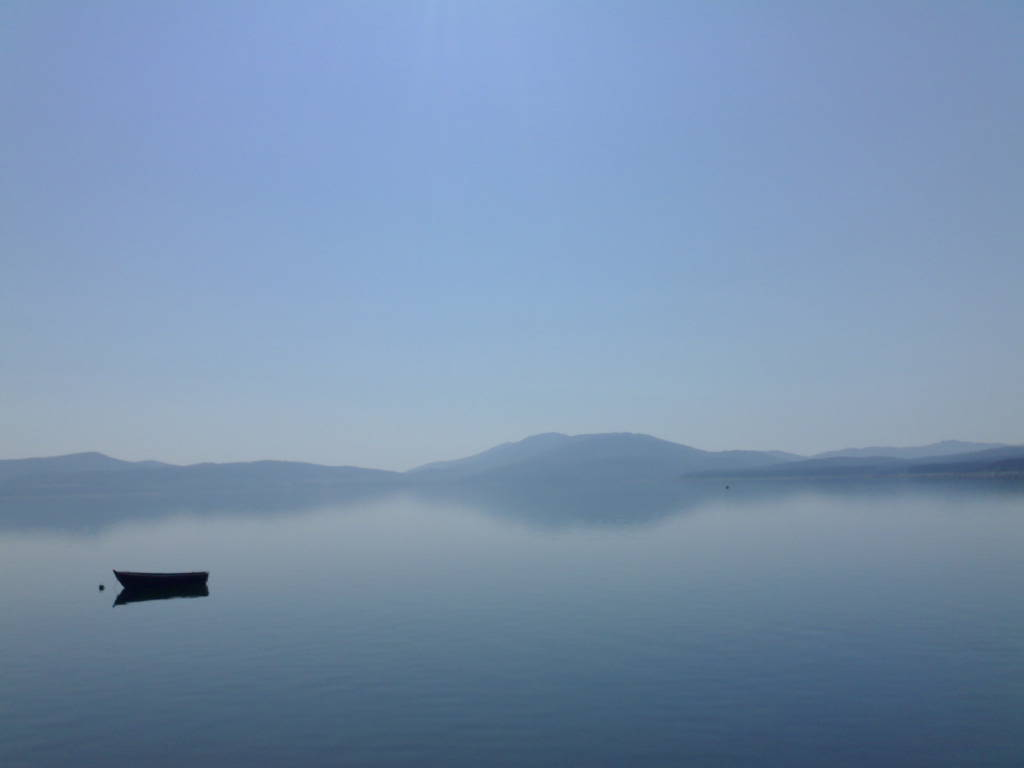
Albufeira no Iskar
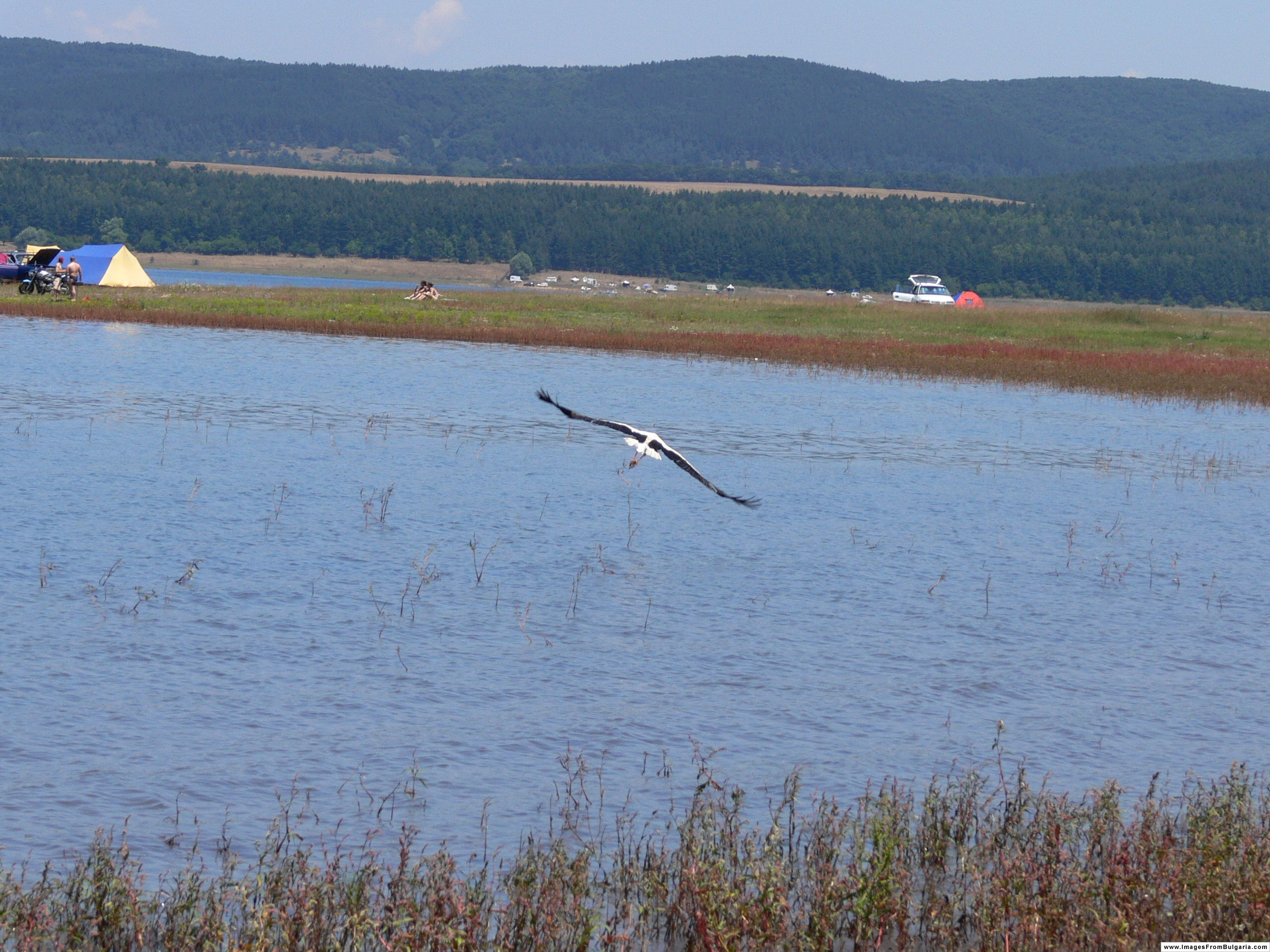
o Iskar
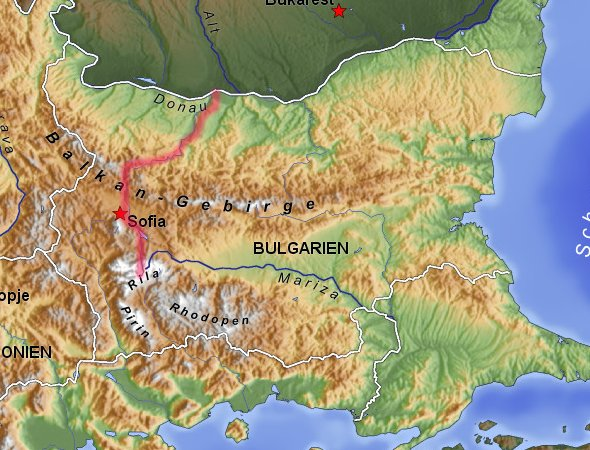
Mapa topográfico dos Balcãs
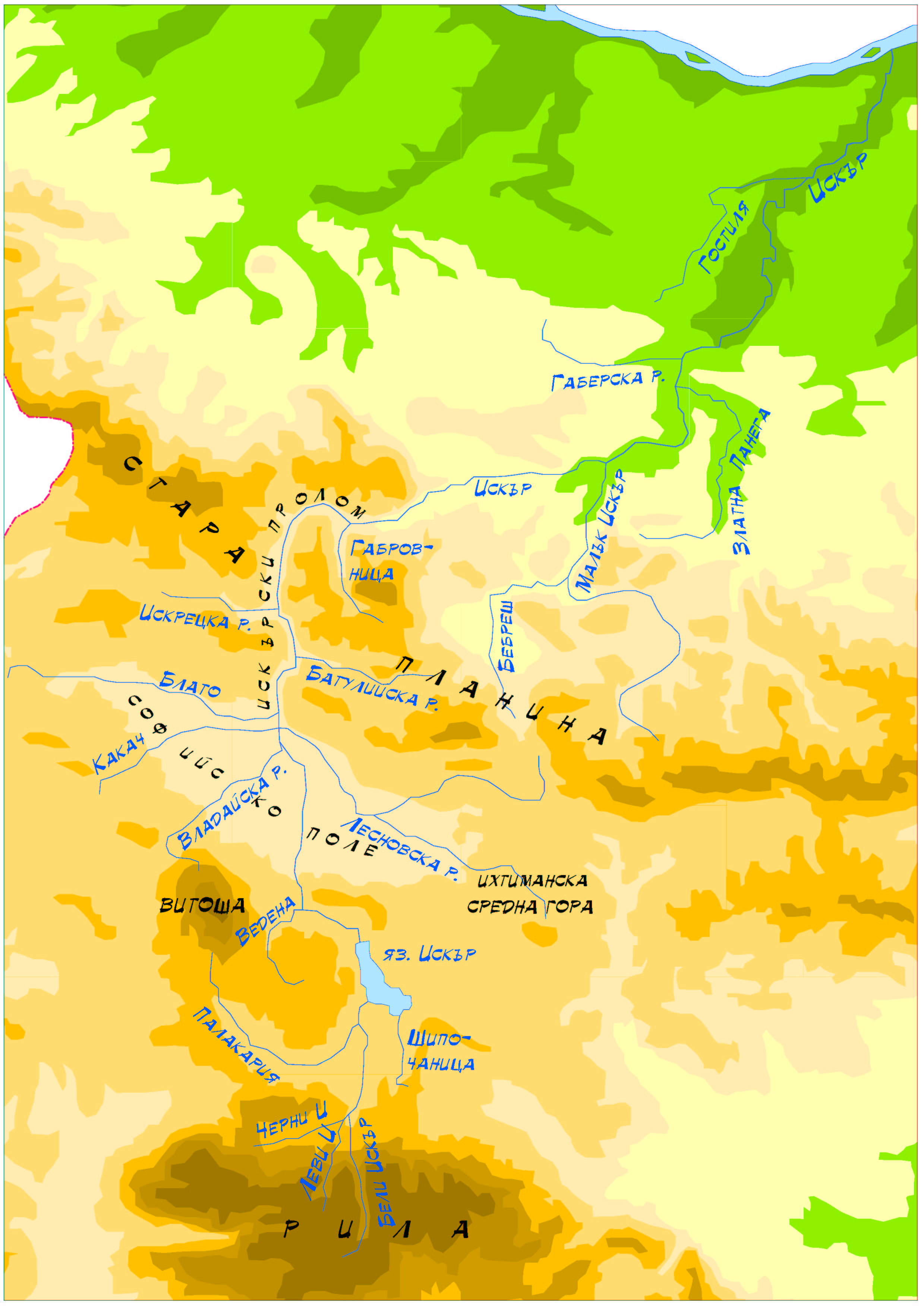
Mapa topográfico da bacia do Iskar